# Fontinalis mollis
Fontinalis mollis är en bladmossart som beskrevs av C. Müller 1890. Fontinalis mollis ingår i släktet näckmossor, och familjen Fontinalaceae. Inga underarter finns listade i Catalogue of Life.